# Piljenice
Piljenice – wieś w Chorwacji, w żupanii sisacko-moslawińskiej, w gminie Lipovljani. W 2011 roku liczyła 417 mieszkańców.